# Czernyszkowskij
Czernyszkowskij – osiedle typu miejskiego w Rosji, w obwodzie wołgogradzkim. W 2010 roku liczyło 5396 mieszkańców.